# Ross 154

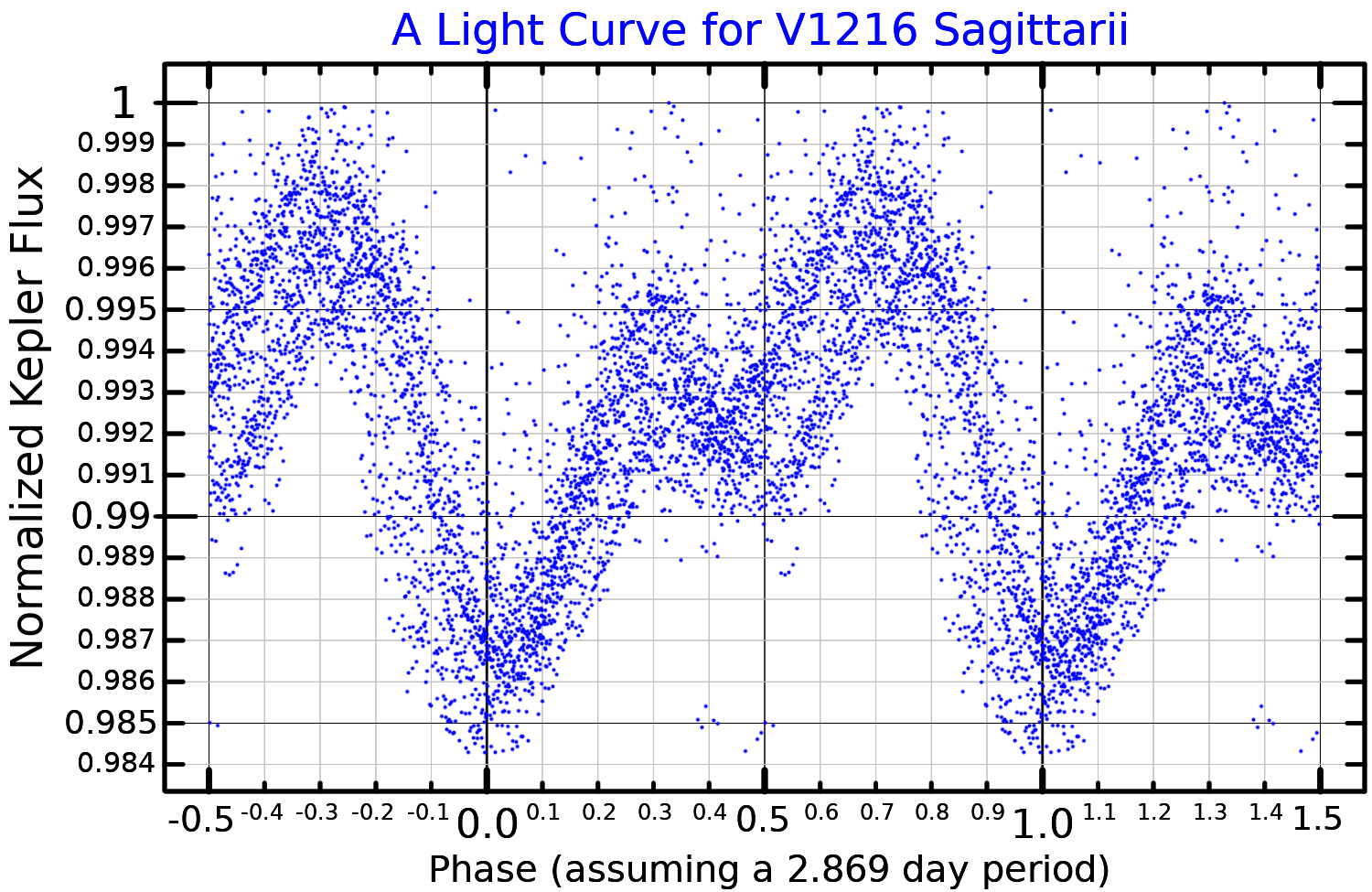
Curva de luz de Ross 154.

Ross 154 (V1216 Sgr) é uma estrela anã vermelha, aproximadamente 3,0 pc ou 9,68 anos-luz do dom É a estrela mais próxima da constelação de Sagitário do sul, e uma das mais próximas ao Sol. Seu vizinho mais próximo é a estrela de Barnard, localizada 1,66 pc (5,41 anos-luz) de distância.
Esta estrela foi catalogada por Frank Elmore Ross em 1925, e fazia parte de sua quarta lista de estrelas variáveis novas. Normalmente, a estrela vai aumentar em 3-4 magnitudes durante um surto. No entanto, a magnitude 11, essa estrela é demasiado fraco para ser visto a olho nu e requer, pelo menos, um telescópio 65 milímetros abertura a ser visto sob condições ideais.
Ross 154 tem um 17% estimado de massa do Sol e é apenas 24% do raio do Sol. Com base na rotação relativamente alta projetada, esta é provavelmente uma estrela jovem, com idade estimada em menos de um bilhão anos. A abundância de elementos mais pesados que o hélio é cerca de metade do sol. A força do campo magnético da estrela é um número estimado de 2,6 ± 0,3 kg. Esta estrela é uma fonte de raios-X e foi detectado por vários observatórios de raios-X. Raios-X de emissão de chama Ross 154 tem sido observado pelo observatório Chandra.
As componentes espaciais da velocidade deste astro são -12,2 = U, V = W = -1,0 e -7,2 km / s. [13] Não tem sido identificado como um membro de um grupo específico estelar em movimento. [14] É órbita através da galáxia Via Láctea a uma distância a partir do núcleo que varia 8,478-9,400 kpc e uma excentricidade orbital de 0,052. [15] Com base na sua baixa velocidade em relação ao Sol, este é acreditado para ser um disco novo (População I) estrela [16]. Prevê-se que esta estrela fará sua aproximação máxima ao Sol em 150 mil anos, quando se trata dentro 1,88 ± 0,08 PC (6,13 ly).
Nenhum companheiros de baixa massa têm sido descobertos em órbita ao redor desta estrela.